# Paksi K. György
Paksi K. György (1610 körül – Rimaszombat?, 1651 vagy 1652 eleje) református lelkész, a Dunamelléki Református Egyházkerület püspöke 1639-től haláláig.

## Élete
Sárospatakon tanult, ahol 1630-ban lépett a nagyobb diákok sorába. 1636-ban óbudai lelkész volt, nemsokára kecskeméti lett, s mint ilyent választotta meg körülbelül 1639-ben püspökének az alsódunamelléki egyházkerület. 1651-ben eltávozott a kerületből Rimaszombatba, s így megszűnt a püspöki tiszte. Ott azután vagy még ebben az évben, vagy a következőnek az elején meghalt.
Az ő közreműködésével bocsáttattak közre a komjáti kánonok új, latin–magyar kiadásban (Nagyvárad, 1642); ő készítette Az sacramentumok kiszolgáltatásának, az házasok és bírák megesküdtetésének és az bűnből megtérteknek bevételének bizonyos módja és rendi, mely mellé adattattak reggeli és estvéli szokott könyörgések is, az eklézsiának közönséges hasznára (uo., 1643) c. agendát. Latin üdvözlő verset írt Tyukodi Mártonhoz (1641).